# Gestion passive
La gestion passive est une technique de gestion de portefeuille. Sa stratégie d'investissement trouve ses racines dans la recherche académique. Sa méthode résulte de l’observation des marchés. Elle est utilisée depuis le début des années 1970. 

## Origines
Les progrès informatiques des années 1950 ont permis aux économistes de recueillir, d’enregistrer et d’analyser les nombreuses données des marchés boursiers. En 1964, William Sharpe a développé le modèle d'évaluation des actifs financiers. Ce modèle constitue l’épine dorsale de la théorie moderne des prix des marchés financiers. En 1965, Paul Samuelson suggérait que la meilleure estimation de la valeur intrinsèque d’un titre est le prix fixé par le marché lui-même à chaque minute de la journée. Cette année-là, Eugene Fama établissait son hypothèse de l'efficience des marchés financiers, qui stipule que, puisque les marchés sont efficients, toute information nouvelle est précisément et immédiatement reflétée dans le prix de chaque titre. En 1968, Michael Jensen réalisait la première grande étude de performance en observant 115 fonds d’actions américaines sur la période allant de 1945 à 1964. Sa conclusion : aucun gérant de fonds n’a été capable de prévoir le prix des actions, suffisamment bien pour permettre au fonds de battre les marchés pour d’autres raisons que le pur hasard. Depuis, beaucoup d’autres études sont arrivées à la même conclusion.
La gestion passive prend en considération ces résultats et les intègre à sa technique de gestion. De nombreuses institutions, ainsi que des grandes fortunes utilisent cette technique de gestion pour gérer leurs fonds.

## Stratégie
La gestion passive est souvent associée à la gestion indicielle. La confusion entre ces deux techniques de gestion est grande.
La gestion passive n’essaie pas de battre les marchés en sélectionnant les titres ou les fonds qui pourraient surperformer, elle ne change pas l’exposition aux marchés suivant l’évolution de ces derniers (que l’on appelle « market timing »). C’est une gestion sans prévision. La gestion passive utilise généralement des fonds indiciels sous forme de fonds négocié en bourse (ou ETF). On dit parfois que la gestion passive est une gestion dite « d’achat et d’immobilité » : une fois investi, le gérant passif attend que les marchés produisent les rendements attendus et reste investi même en cas de crise.
Les frais de gestion de la gestion passive sont moins élevés que ceux d’une gestion active.